# دنیل مامانا
دنیل مامانا (انگلیسی: Daniel Mammana؛ زادهٔ) بازیکن فوتبال اهل آرژانتین است.
از باشگاه‌هایی که در آن بازی کرده‌است می‌توان به باشگاه فوتبال ریور پلاته اشاره کرد.